# Loretto Petrucci
Pour les articles homonymes, voir Petrucci.
Loretto Petrucci (né le 18 août 1929 à Capostrada di Pistoia, une frazione de la ville de Pistoia, en Toscane et mort le 17 juin 2016 dans la même ville) est un coureur cycliste italien, professionnel de 1949 à 1960.

## Biographie
Loretto Petrucci a notamment remporté Milan-San Remo en 1952 et 1953, et Paris-Bruxelles en 1953. Ses victoires cette année-là, ainsi que sa troisième place lors de la Flèche wallonne, lui ont permis de remporter le Challenge Desgrange-Colombo.

## Palmarès

### Palmarès amateur
- 1948
  - Grand Prix de la ville de Pistoia
- 1949
  - 2e de Milan-Busseto

### Palmarès professionnel
- 1950
  - 3e de la Coppa Bernocchi
  - 3e du Tour du Piémont
- 1951
  - Tour de Toscane
  - GP Massaua-Fossati
  - 2eb étape de Rome-Naples-Rome
  - 3e de Milan-San Remo
  - 3e du Trophée Baracchi (avec Alfredo Martini)
  - 4e du Tour des Flandres
- 1952
  - Milan-San Remo
  - 2e du Tour des Flandres
  - 2e du Trophée Baracchi (avec Giuseppe Minardi)
  - 9e de Paris-Roubaix
- 1953
  - Challenge Desgrange-Colombo
  - Milan-San Remo
  - Paris-Bruxelles
  - 2e de Milan-Turin
  - 2e du Tour de Campanie
  - 2e du Tour du Piémont
  - 3e du championnat d'Italie sur route
  - 3e de la Flèche wallonne
  - 5e du Tour des Flandres
- 1954
  - 5e de Milan-San Remo
  - 10e de Paris-Tours
- 1955
  - Tour du Latium

## Résultats sur le Tour d'Italie
- 1951 : abandon
- 1952 : 67e
- 1954 : abandon